# La Bastide-l'Évêque

La Bastide-l'Évêque este o comună în departamentul Aveyron din sudul Franței. În 1 ianuarie 2018 avea o populație de 804 de locuitori.